# Daniel Ribeiro
Daniel Ribeiro (* 20. Mai 1982 in São Paulo) ist ein brasilianischer Filmregisseur und Drehbuchautor. 

## Leben
Ribeiro studierte an der Filmhochschule der Universität von São Paulo. Für seine Kurzfilme Kaffee mit Milch (Originaltitel: Café com Leite) und Ich möchte nicht allein zurückgehen (Originaltitel: Eu Não Quero Voltar Sozinho) hat er zahlreiche Preise und Auszeichnungen gewonnen. Sein Spielfilmdebüt gab er 2014 mit dem Film Heute gehe ich allein nach Hause, der ebenfalls zahlreiche Preise gewann und als brasilianischer Beitrag für die Oscarverleihung 2015 ausgewählt wurde.

## Filmografie
- 2007: Kaffee mit Milch (Café com Leite)
- 2010: Ich möchte nicht allein zurückgehen (Eu Não Quero Voltar Sozinho)
- 2014: Heute gehe ich allein nach Hause (Hoje Eu Quero Voltar Sozinho)